# Besence
Besence község Baranya vármegyében, a Sellyei járásban.

## Fekvése
Vajszlótól mintegy 4-5 kilométerre északnyugatra, Sellyétől 10 kilométerre keletre helyezkedik el, az Ormánságban.

### Megközelítése
Közúton a Szentlőrinc városát Sellye térségével (Csányoszró-Nagycsány községekkel) összekötő 5805-ös úton közelíthető meg. Lakott területét azonban az az út nem érinti, oda csak a körülbelül egy kilométer hosszú 58 114-es számú mellékút vezet be. Keleti szomszédjával, Pápráddal egy alsóbbrendű önkormányzati út köti össze.

## Története
Besence és környéke már az ókorban is lakott hely volt. Területén római korból származó telep nyomait tárták fel. Az itteni dombon egykor földvár is állt.
Az oklevelek 1338-ban említették először Olbescen néven. Nevének eredete kapcsolatba hozható a besenyő népnévvel. A feltevések szerint a királyi testőrséghez tartozó katona besenyők lakhelye volt.
A Kisbesence nevű dűlőben középkori erőd nyomai találhatók. Ezt a részt mély, vízzel körülvett sáncrendszer védte, melynek neve Besanc volt.
2009-ben teniszpályát építettek európai uniós pályázatból.

## Népesség
A település népességének változása:
| Lakosok száma | 126  | 115  | 107  | 102  | 88   | 96   | 95   | 108  |
|               | 2013 | 2014 | 2015 | 2019 | 2021 | 2022 | 2023 | 2024 |

A 2011-es népszámlálás során a lakosok 100%-a magyarnak, 19,5% cigánynak mondta magát (a kettős identitások miatt a végösszeg nagyobb lehet 100%-nál). A vallási megoszlás a következő volt: római katolikus 54%, református 16,8%, felekezeten kívüli 15,9% (13,3% nem nyilatkozott).
2022-ben a lakosság 66,7%-a vallotta magát magyarnak, 18,8% cigánynak, 2,1% németnek (33,3% nem nyilatkozott; a kettős identitások miatt a végösszeg nagyobb lehet 100%-nál). Vallásuk szerint 24% volt római katolikus, 6,3% református, 1% görög katolikus, 1% egyéb katolikus, 18,8% felekezeten kívüli (49% nem válaszolt).

## Közélete

### Polgármesterei
- 1990–1994: Virág János (független)[6]
- 1994–1998: Virág János (független)[7]
- 1998–2002: Virág János (független)[8]
- 2002–2006: Ifj. Ordas József (független)[9]
- 2006–2010: Ignácz József (független)[10]
- 2010–2014: Ignácz József (független)[11]
- 2014–2019: Ignácz József (független)[12]
- 2019–2024: Gergics Melinda (független)[13]
- 2024–2025: Gergics Melinda (független)[1]

A településen 2025. augusztus 17-én időközi polgármester-választást (és képviselő-testületi választást) kell majd tartani, az előző képviselő-testület néhány hónappal korábban kimondott feloszlása miatt.

## Nevezetességei
- Református templom

## Természeti értékei
A falu határában áll egy másfél évszázados, 654 cm körméretű, 32 méter magas védett keskenylevelű kőris, és egy hasonló korú, 332 cm körméretű, 34 méter magasságú kocsányos tölgy is. Mindkettő szerepel a védett természeti értékeink Baranya megyei listáján.